# Зелене (Кропивницький район)
Зеле́не — село в Україні, у Компаніївській селищній громаді Кропивницького району Кіровоградської області. Населення становить 513 осіб. До 2020 орган місцевого самоврядування — Мар'ївська сільська рада.
В 1970-х роках було центром Зеленівської сільської ради; також були підпорядковані населені пункти Колмаківка, Суслове і Тернова Балка.

## Населення
Згідно з переписом УРСР 1989 року чисельність наявного населення села становила 454 особи, з яких 178 чоловіків та 276 жінок.
За переписом населення України 2001 року в селі мешкало 513 осіб.

### Мова
Розподіл населення за рідною мовою за даними перепису 2001 року:
| Мова       | Відсоток |
| ---------- | -------- |
| українська | 93,76 %  |
| російська  | 2,73 %   |
| вірменська | 1,75 %   |
| молдовська | 1,36 %   |
| білоруська | 0,19 %   |
| інші       | 0,21 %   |

## Відомі люди
- Зелений Павло Олександрович (1839-1912) — громадський та політичний діяч часів Російської імперії, письменник.
- Шевченко Георгій Петрович (1937-2020) — український письменник, журналіст.